# Entre mère et fille
Entre mère et fille est un téléfilm français réalisé par Joëlle Goron, diffusé le 11 décembre 2009 sur France 2.

## Fiche technique
- Réalisateur : Joëlle Goron
- Scénario : Joëlle Goron
- Musique : Claudia Solal et Jean-Charles Richard
- Montage : Véronique Bruque
- Création du décor : Vanessa Clert
- création des costumes : Carole Chainbaux
- Dates de diffusion : le 11 décembre 2009 sur France 2
- Durée : 90 minutes

## Distribution
- Fanny Cottençon : Hélène
- Julie-Marie Parmentier : Charlotte
- Estelle Vincent : Zelda
- Paola Perennes : Manon
- Karim Adda : Vincent